# Vòng loại Giải vô địch bóng đá thế giới 1958 – Khu vực Nam Mỹ
Vòng loại khu vực Nam Mỹ thuộc Giải vô địch bóng đá thế giới 1958 có 8 đội tuyển tranh tài để giành 3 suất tham dự vòng chung kết. 

## Thể thức
8 đội được chia thành 3 bảng, mỗi bảng gồm 3 đội. Các đội thi đấu theo thể thức lượt đi và lượt về, đội đứng đầu mỗi bảng sẽ giành quyền tham dự vòng chung kết.

## Vòng bảng

### Bảng 1
| VT | Đội    | ST | T | H | B | BT | BB | TLB   | Đ | Giành quyền tham dự |  |     |     |
| -- | ------ | -- | - | - | - | -- | -- | ----- | - | ------------------- |  | --- | --- |
| 1  | Brasil | 2  | 1 | 1 | 0 | 2  | 1  | 2,000 | 3 | 1958 FIFA World Cup |  | —   | 2–1 |
| 2  | Perú   | 2  | 0 | 1 | 1 | 1  | 2  | 0,500 | 1 |                     |  | 1–1 | —   |

(Venezuela rút lui)
| Perú      | 1 – 1    | Brasil    |
| --------- | -------- | --------- |
| Terry 38' | Chi tiết | Índio 47' |

| Brasil   | 1 – 0    | Perú |
| -------- | -------- | ---- |
| Didi 11' | Chi tiết |      |

### Bảng 2
| VT | Đội       | ST | T | H | B | BT | BB | TLB   | Đ | Giành quyền tham dự |     |     |     |     |
| -- | --------- | -- | - | - | - | -- | -- | ----- | - | ------------------- | --- | --- | --- | --- |
| 1  | Argentina | 4  | 3 | 0 | 1 | 10 | 2  | 5,000 | 6 | 1958 FIFA World Cup |     | —   | 4–0 | 4–0 |
| 2  | Bolivia   | 4  | 2 | 0 | 2 | 6  | 6  | 1,000 | 4 |                     |     | 2–0 | —   | 3–0 |
| 3  | Chile     | 4  | 1 | 0 | 3 | 2  | 10 | 0,200 | 2 |                     | 0–2 | 2–1 | —   |     |

| Chile                  | 2–1      | Bolivia   |
| ---------------------- | -------- | --------- |
| Díaz 62' · Ramírez 68' | Chi tiết | Alcón 36' |

| Bolivia                       | 3–0      | Chile |
| ----------------------------- | -------- | ----- |
| García 30' · Alcócer 70', 86' | Chi tiết |       |

| Bolivia                  | 2–0      | Argentina |
| ------------------------ | -------- | --------- |
| Alcócer 13' · García 75' | Chi tiết |           |

| Chile | 0–2      | Argentina                |
| ----- | -------- | ------------------------ |
|       | Chi tiết | Menéndez 40' · Conde 61' |

| Argentina                                    | 4–0      | Chile |
| -------------------------------------------- | -------- | ----- |
| Corbatta 1', 41' · Menéndez 13' · Zárate 45' | Chi tiết |       |

| Argentina                                           | 4–0      | Bolivia |
| --------------------------------------------------- | -------- | ------- |
| Zárate 8' · Corbatta 62' · Prado 63' · Menéndez 64' | Chi tiết |         |

### Bảng 3
| VT | Đội      | ST | T | H | B | BT | BB | TLB   | Đ | Giành quyền tham dự |     |     |     |     |
| -- | -------- | -- | - | - | - | -- | -- | ----- | - | ------------------- | --- | --- | --- | --- |
| 1  | Paraguay | 4  | 3 | 0 | 1 | 11 | 4  | 2,750 | 6 | 1958 FIFA World Cup |     | —   | 5–0 | 3–0 |
| 2  | Uruguay  | 4  | 2 | 1 | 1 | 4  | 6  | 0,667 | 5 |                     |     | 2–0 | —   | 1–0 |
| 3  | Colombia | 4  | 0 | 1 | 3 | 3  | 8  | 0,375 | 1 |                     | 2–3 | 1–1 | —   |     |

## Các trận đấu
| Colombia   | 1–1 | Uruguay     |
| ---------- | --- | ----------- |
| Arango 15' |     | Ambrois 46' |

| Colombia                 | 2–3 | Paraguay                                |
| ------------------------ | --- | --------------------------------------- |
| Gutiérrez 10' · Díaz 89' |     | A. Jara 34' · Agüero 68' · Aguilera 88' |

| Uruguay            | 1–0 | Colombia |
| ------------------ | --- | -------- |
| Míguez 89' (ph.đ.) |     |          |

| Paraguay                      | 3–0 | Colombia |
| ----------------------------- | --- | -------- |
| E. Jara 11', 77' · Agüero 27' |     |          |

| Paraguay                                         | 5–0 | Uruguay |
| ------------------------------------------------ | --- | ------- |
| Amarilla 5', 48', 57' · A. Jara 88' · Agüero 90' |     |         |

| Uruguay                   | 2–0 | Paraguay |
| ------------------------- | --- | -------- |
| Benítez 8' · Martínez 88' |     |          |

## Các đội tuyển vượt qua vòng loại
| Đội tuyển | Tư cách vượt qua vòng loại | Ngày vượt qua vòng loại | Số lần tham dự FIFA World Cup trước đây1 |
| --------- | -------------------------- | ----------------------- | ---------------------------------------- |
| Brasil    | Nhất Bảng 1                | 21 tháng 4 năm 1957     | 5 (1930, 1934, 1938, 1950, 1954)         |
| Argentina | Nhất Bảng 2                | 27 tháng 10 năm 1957    | 2 (1930, 1934)                           |
| Paraguay  | Nhất Bảng 3                | 8 tháng 7 năm 1957      | 2 (1930, 1950)                           |

1Chữ in đậm chỉ đội vô địch năm đó. Chữ in nghiêng chỉ quốc gia đăng cai năm đó.

## Cầu thủ ghi bàn
3 bàn thắng
- Omar Oreste Corbatta
- Norberto Menéndez
- Máximo Alcócer
- Juan Bautista Agüero
- Florencio Amarilla

2 bàn thắng
- Roberto Zárate
- Jaime Ramírez
- Ángel Jara Saguier
- Enrique Jara Saguier

1 bàn thắng
- Norberto Conde
- Eliseo Prado
- Ricardo Alcón
- Ausberto García
- Didi
- Índio
- Guillermo Díaz
- Carlos Arango
- Ricardo Díaz
- Jaime Gutiérrez
- Óscar Aguilera
- Alberto Terry
- Javier Ambrois
- Eladio Benítez
- William Martínez
- Óscar Míguez